# Kertosari (Geger)
Kertosari is een bestuurslaag in het regentschap Madiun van de provincie Oost-Java, Indonesië. Kertosari telt 2469 inwoners (volkstelling 2010).